# Embalse Coihueco
El Embalse Coihueco es una obra hidráulica de almacenamiento de aguas con fines de uso agrícola ubicada en la Comuna de Coihueco, Región de Ñuble, Chile

## Ubicación, propiedad y función
Está ubicado a unos 50 km de la ciudad de Chillán y cercano a la ciudad de Coihueco. Fue diseñado para abastecer de riego a aproximadamente 6.500 ha, que son 3.000 ha nuevas y 3.500 ha que eran insuficientemente regadas con aguas del río Niblinto.

## Represas
Es una presa de tierra, zonificada, de 1060 m de longitud, 30 m de altura con núcleo impermeable. Tiene dos muros adicionales de 1 m y 9,3 m de altura que le dan una capacidad de almacenamiento de 29 hm³.
El canal alimentador, desde el río Niblinto, tiene una capacidad de 5 m³/s.: 17 

## Hidrología
El embalse está situado sobre el estero Pullami que, tras su salida del embalse, desemboca tras corto trecho en el río Cato, pero la principal contribución la hacen los sobrantes desviados en primavera e invierno desde el río Niblinto.: 16 
Los recursos hídricos naturales, del estero Pullami, corresponden a una pequeña hoya de 10,3 km².

### Situación hídrica en 2018-19
| Volumen almacenado Embalse Coihueco                              |                                                                  |
| ---------------------------------------------------------------- | ---------------------------------------------------------------- |
| Gráfico no disponible temporalmente debido a problemas técnicos. |                                                                  |
| Volumen promedio histórico Contenido 2018-19                     |                                                                  |
|                                                                  | Gráfico no disponible temporalmente debido a problemas técnicos. |

El promedio histórico de volumen de agua contenido es de 23 hm³.

## Historia
El proyecto de construcción del Embalse Coihueco fue desarrollado por la Dirección del Riego (hoy Dirección de Obras Hidráulicas) del Ministerio de Obras Públicas. Los principales estudios de ingeniería se llevaron a cabo entre los años 1962 y 1964, mientras que su construcción finalizó en el año 1971.: 72 